# コスメ・デ・トーレス
コスメ・デ・トーレス（スペイン語: Cosme de Torres, 1510年 - 1570年10月2日）はフランシスコ・ザビエルと共に戦国時代の日本を訪れたイエズス会宣教師。
カトリック教会の司祭。ザビエルの意志を受けて18年にわたって日本で宣教。彼の目指した「適応主義（インカルチュレーション：宣教師が現地の文化に根ざして生きること）」は当時のヨーロッパ人の限界を超えた思想であり、日本におけるキリスト教布教の成功をもたらした。

## 人名
スペイン語のrr（巻き舌音）の表記の関係で、「コスメ・デ・トルレス」とも書く（キリシタン、対外交渉史関係の文献では慣用的にこの表記例が多い）。また一部文献では「コスモ・デ・トルレス」とも書く。
※参照：スペイン語の日本語表記#rr

## 生涯
スペイン・バレンシア出身のトーレスは若くして司祭となり、故郷を離れてメキシコに渡った。さらにビリャロボス艦隊に同行して東南アジアのモルッカ諸島までやってきた。1546年、そこでトーレスは運命的な出会いをする。たまたま同地に来ていたザビエルとの出会いである。ザビエルに心酔したトーレスは共にインドのゴアへ渡り、同地でイエズス会に入会した。
ザビエルや日本人ヤジロウと共に日本への宣教を志したトーレスは1549年8月15日、ついに鹿児島に到着。ザビエルと同じように日本人に好印象を抱き、宣教への夢をふくらませた。一行は平戸の松浦氏の庇護を受けることができたため、トーレスは京都を目指したザビエルらと別れて平戸に滞在した。さらに1551年にザビエルがインド目指して出発すると、トーレスはザビエルに日本布教の責任を託された。
トーレスは日本人ロレンソ了斎などの協力者を得て地道な宣教を続けた。トーレスが宣教責任者として成功した理由には彼の「適応主義」があげられる。これはザビエルの意志でもあった。つまり、日本ではヨーロッパ人の宣教師たちに対して日本文化を尊重し、日本式の暮らしを行うことを求めたのであった。トーレス自身、肉食をやめ、質素な日本食を食べ、日本の着物を着て後半生を過ごした。
トーレスの地道な活動は実をむすんだ。山口や九州の各地で徐々にキリスト教が広まり始めたのである。彼は戦乱に翻弄されて山口、豊後、肥前などを転々としながら、後続の宣教師たちを教育し、日本人協力者を養成し、信徒の世話をし、仏僧たちの議論に答えた。1556年には商人だったルイス・デ・アルメイダがトーレスの感化によってイエズス会に入会、以後宣教師として盛んに活躍することになる。トーレス自身も九州各地で宣教を続け、1563年には大村純忠に洗礼を授けて初のキリシタン大名とし、またキリシタン布教と不可分の関係にあった南蛮貿易の拠点として横瀬浦（長崎県西海市）（1562年）、ついで長崎（1570年）の開港に尽力した（ただし長崎に最初のポルトガル船が来航したのはトーレスの没後の1571年であり、彼自身はこれには立ち会えなかった）。
1559年にはサビエルの宿願だった京都での布教を果たすべく、満を持してガスパル・ヴィレラ神父らを派遣した。トーレスの時代、戦国時代の相次ぐ戦乱は布教活動において大きなマイナスであった。畿内での宣教はやがて織田信長によって政治的安定がもたらされることで軌道にのることになるが、九州では依然続く戦乱と政治的不安定の影響でなかなか安定した活動が行えなかった。
日本地区の布教責任者として、各地を転々としての宣教に疲れ果てたトーレスは、1560年代のおわりにインドの上長に新しい布教長の派遣を依頼。これに答えて派遣され、1570年6月に天草に到着したのがフランシスコ・カブラル神父である。1570年10月2日（元亀元年9月3日）、天草志岐（熊本県天草郡苓北町）で死去。
トーレスが日本に来たとき、1人の信者もおらず、1つの教会もなかったが、彼の死去時には京都、堺、山口、豊後、肥前などに多くの教会と多数のキリスト教徒が生まれていた。サビエルの夢を実現させたのは盟友トーレスであった。

## 銅像・記念碑等
- 1971年に長崎開港400周年を記念して長崎市の市民有志によって建てられた「長崎開港記念碑」（長崎市役所本館に隣接）の碑文でトーレスの業績に言及されている。
- 熊本県天草郡苓北町にトルレス神父記念広場が志岐城址近くに2018年（平成30年）3月に設置された[1]。

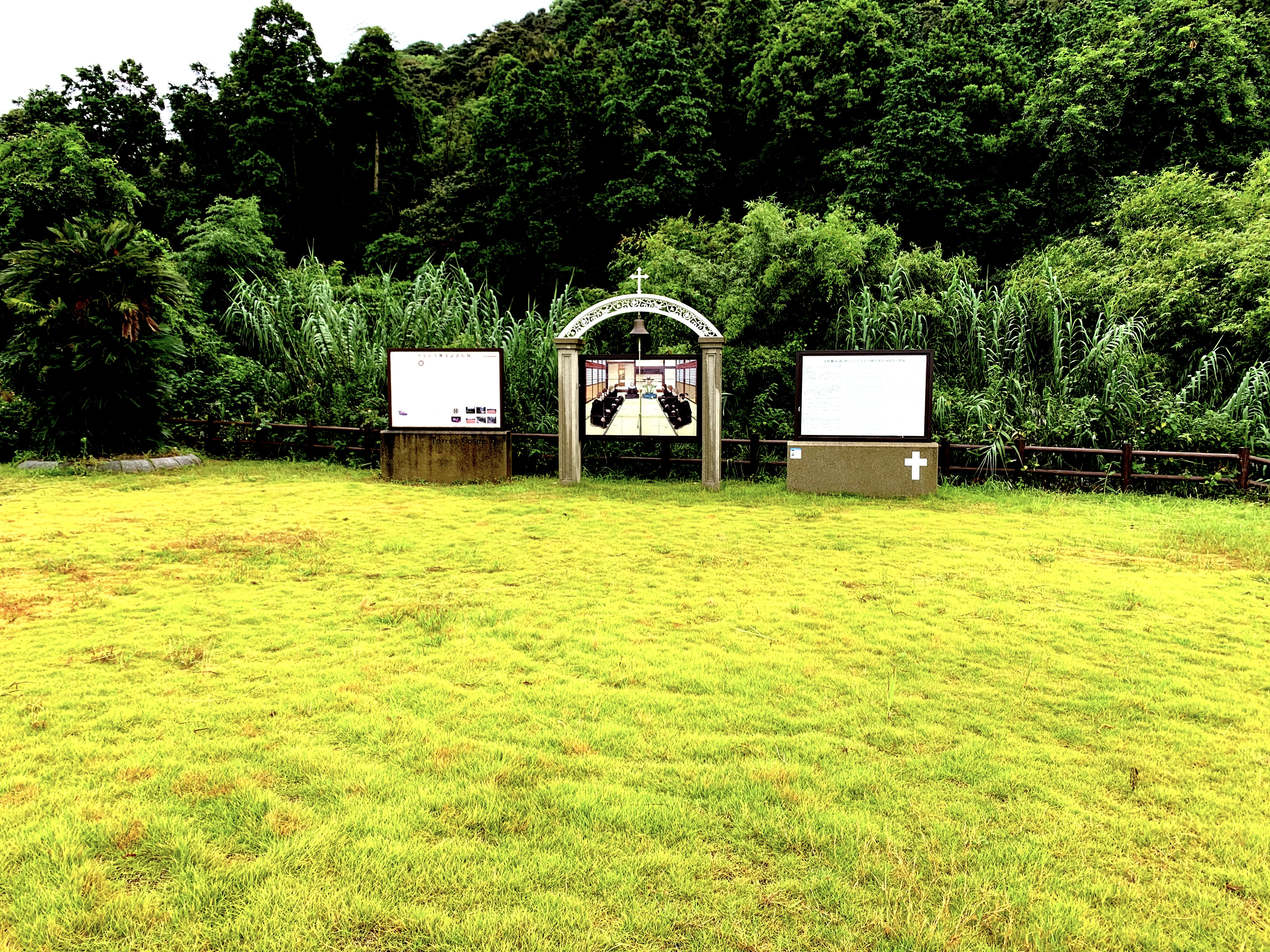
トルレス神父記念広場
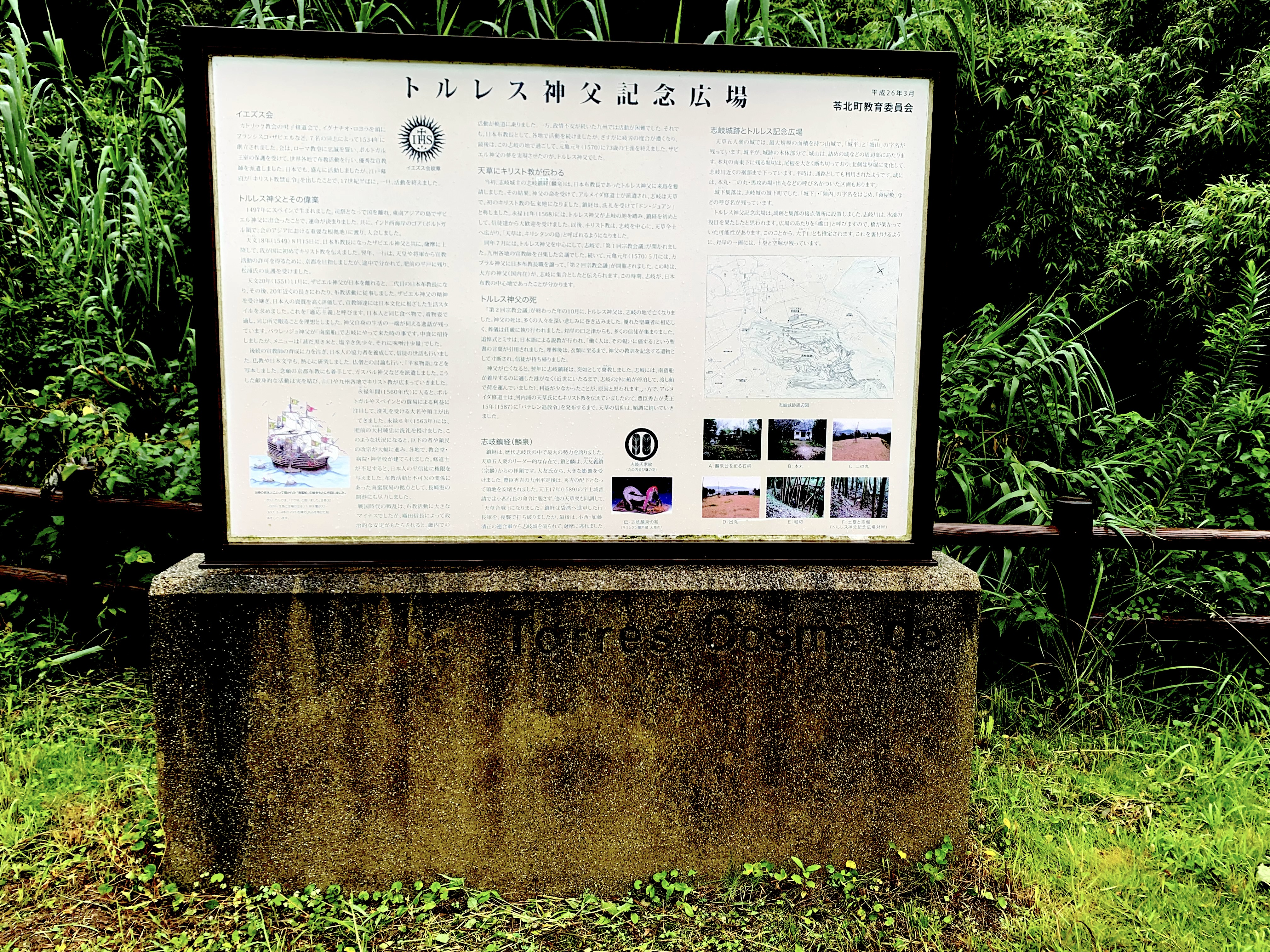
トルレス記念広場 案内碑
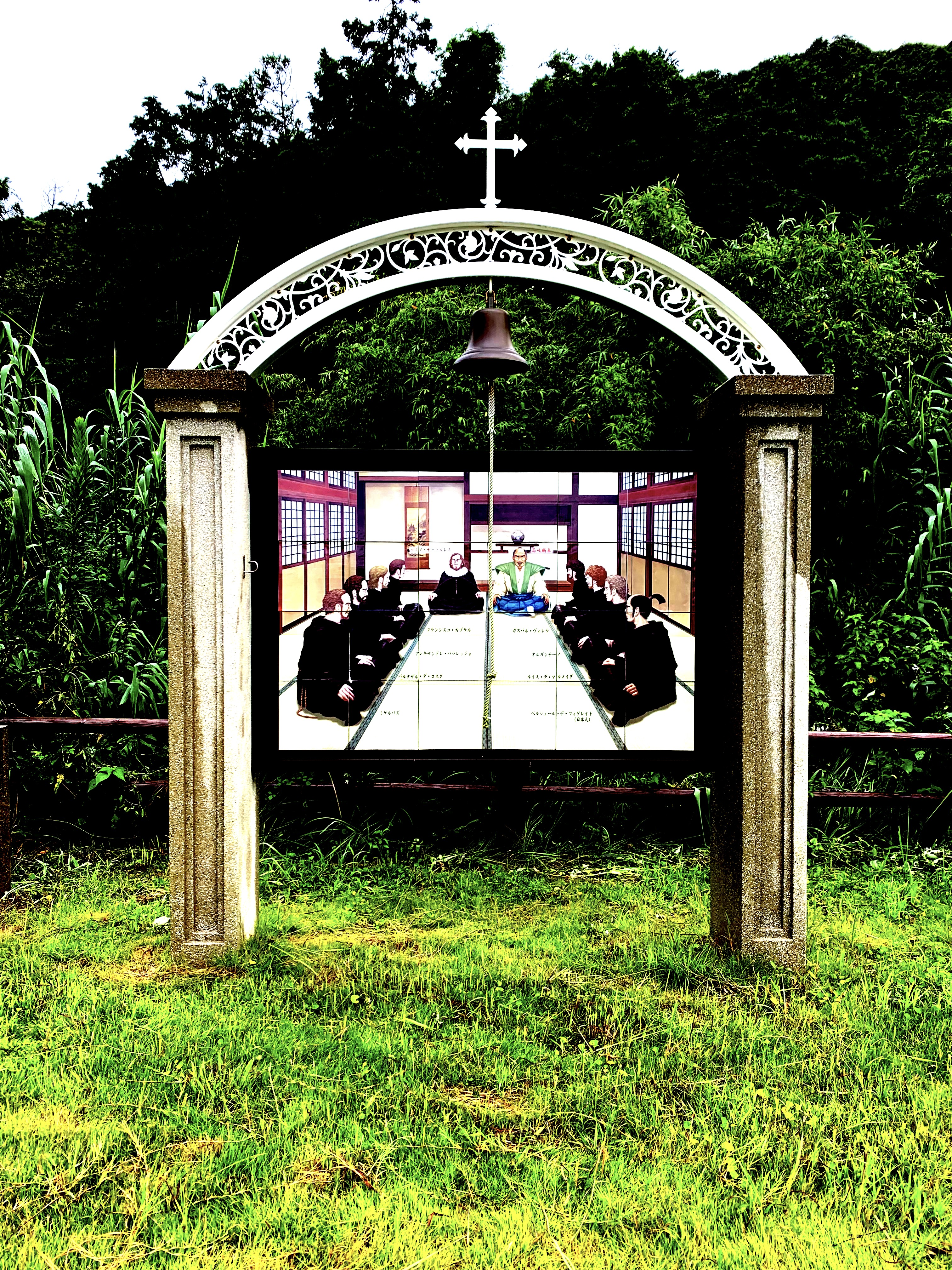
志岐麟泉 トルレス 宗教会議
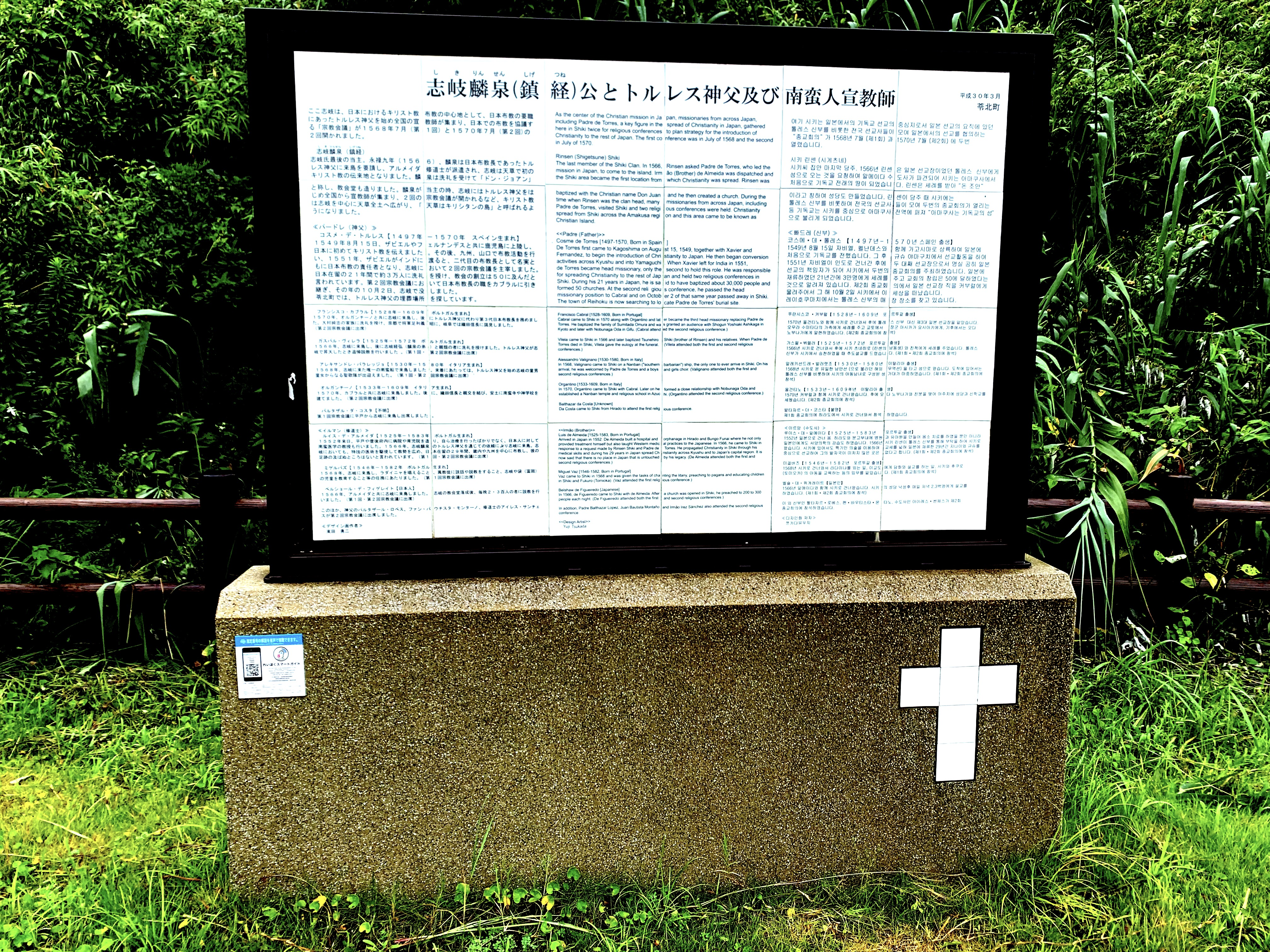
トルレス記念広場 案内碑 2

## 関連作品
- 赤神諒『大友の聖将』（角川春樹事務所、2018年7月14日）ISBN 978-4758413268